# KC and the Sunshine Band
I KC and the Sunshine Band sono un gruppo musicale statunitense, tra i massimi esponenti del fenomeno della disco music, autori anche di numerosi successi funk e R&B.
Tra i loro brani più famosi si annoverano i pezzi disco That's the Way (I Like It), I'm Your Boogie Man, (Shake, Shake, Shake) Shake Your Booty, Keep It Comin' Love, Get Down Tonight e la nota ballata Please Don't Go. Per quanto oggi praticamente assente dal panorama musicale, il gruppo ha goduto di popolarità internazionale nella seconda metà degli anni settanta, testimoniata dalle oltre settantacinque milioni di copie di dischi vendute in carriera.

## Storia del gruppo
Il gruppo fu fondato da Harry Wayne Casey (KC), impiegato presso una casa discografica di Miami, la TK Records. Presto si unì anche Richard Finch (suo unico partner nella scrittura dei testi delle canzoni), e a seguire Jerome Smith, Fermin Goytisolo, e Robert Johnson. Anche Chris Minten, grande amico di Casey, lo aiutò a ricercare gli elementi adatti per il suo gruppo.
Nel settembre del 1973 i KC and the Sunshine Band pubblicarono il loro primo singolo Blow Your Whistle e cinque mesi più tardi anche Sound Your Funky Horn, entrambi inclusi nell'album d'esordio "Do It Good": i due pezzi, di stampo R&B, ebbero tuttavia un mediocre impatto commerciale. A distanza di qualche mese, però, George McCrae riscontrò un successo clamoroso con il brano Rock Your Baby, scritto da Casey e Finch, vendendo oltre cinque milioni di copie. In Europa i KC and the Sunshine Band rilevarono una notevole popolarità grazie al brano Queen of Clubs, motivo per cui partirono per una tournée per il vecchio continente.
La consacrazione arriva nel 1975 quando con l'omonimo album "KC and the Sunshine Band" il gruppo riceve tre dischi di platino (corrispondenti a tre milioni di copie vendute) solo negli Stati Uniti, trascinati dalla fortuna di Get Down Tonight che scala la classifica di Billboard piazzandosi al primo posto.
In novembre i KC and the Sunshine Band bissano il trionfo del disco precedente con il singolo That's the Way (I Like It), che valse loro il Grammy Award nel 1976 e il secondo piazzamento alla vetta della chart statunitense per due settimane.
Sulla cresta dell'onda della popolarità i KC and the Sunshine Band decretano ciò che pareva un inarrestabile successo con il terzo album, "Part 3", tra i massimi album disco di tutti i tempi: ben tre singoli entrano nella top five dei dischi più venduti negli USA, I'm Your Boogie Man, (Shake, Shake, Shake) Shake Your Booty (terzo brano della band ad arrivare al vertice della hit parade statunitense) e Keep It Comin' Love. La fama ciò nonostante continuò solo fino al quinto album e l'ultimo periodo degli anni settanta, quando Please Don't Go, uscito nel dicembre 1979, diventò il primo singolo ad arrivare al numero uno negli anni ottanta. Con il declino del fenomeno della disco music, i KC and the Sunshine Band persero molto della loro notorietà e furono costretti al cambio di etichetta discografica a causa della bancarotta dichiarata dalla TK Records, passando così alla Epic Records.
Dopo due album usciti abbastanza in sordina, il gruppo lanciò l'album All in a Night's Work in cui era inclusa la traccia Give It Up, molto popolare in Gran Bretagna, ma fallimentare negli USA. Quando nell'album successivo del 1983, i KC and the Sunshine Band optarono per reinserire il brano nel disco, la Epic si rifiutò di pubblicare il singolo, dato lo scarso impatto commerciale che aveva ottenuto precedentemente oltreoceano; Casey di tutta risposta fondò una sua casa discografica, la Meca Records, con cui distribuì il singolo, rilevando tuttavia un successo non all'altezza delle aspettative. Il fatto segnò profondamente il cantante che si ritirò a vita privata nel 1985, sciogliendo di fatto il gruppo.
Dopo dieci anni dall'ultimo album Casey decise, sull'onda della rinascita della disco music, di riformare la band e firmò l'album "Oh Yeah!". Questa breve parentesi fu seguita da tour internazionali, ma il gruppo non pubblicò altri album fino al 2001, quando uscì "I'll Be There for You", che fu apprezzato dalla critica laddove fallì in termini di vendita. 
Nonostante la Band non abbia pubblicato più nuovi brani dal 2001, continua ad esibirsi in concerti Live tra Nord America e Sud America, riscontrando ancora successo dalle platee.

## Discografia

### Album in studio
- 1974 - Do It Good
- 1975 - KC and the Sunshine Band
- 1975 - The Sound of Sunshine
- 1976 - Part 3
- 1978 - Who Do Ya Love
- 1979 - Do You Wanna Go Party
- 1981 - Space Cadet
- 1981 - The Painter
- 1982 - All in a Night's Work
- 1983 - KC Ten
- 1993 - Oh Yeah!
- 2001 - I'll Be There for You
- 2007 - Yummy

### Singoli
- 1973 - Blow Your Whistle
- 1973 - Sound Your Funky Horn
- 1974 - Queen Of Clubs
- 1974 - I'm A Pushover
- 1975 - Get Down Tonight
- 1975 - Shotgun Shuffle
- 1975 - That's the Way (I Like It)
- 1975 - Rock Your Baby
- 1976 - (Shake, Shake, Shake) Shake Your Booty
- 1976 - Wrap Your Arms Around Me
- 1976 - I Like To Do It
- 1977 - I'm Your Boogie Man
- 1977 - Keep It Comin' Love
- 1978 - Black Water Gold
- 1978 - Boogie Shoes
- 1978 - It's The Same Old Song
- 1978 - Do You Feel Alright
- 1978 - Who Do Ya Love
- 1979 - Do you Wanna Go Party
- 1979 - Please Don't Go
- 1979 - Que Pasa
- 1980 - Let's Go Rock And Roll
- 1980 - Make Me A Star
- 1980 - Space Cadet
- 1981 - Redlight
- 1981 - Love Me
- 1982 - (You Said) You'd Gimmie Some More
- 1982 - Don't Run (Come Back To Me)
- 1983 - Give It Up
- 1984 - Are You Ready?
- 1990 - Game Of Love
- 1992 - Please Don't Go '92
- 1993 - Megamix (The Official Bootleg)
- 1993 - Will You Love Me In the Morning?
- 2001 - I'll Be There for You

### Raccolte
- 1980 - Greatest Hits, Vol. 1
- 1990 - The Best of KC and the Sunshine Band
- 1990 - Greatest Hits Vol. 2
- 1994 - KC and the Sunshine Band...and More
- 1995 - Part 3...and More
- 1997 - Shake, Shake, Shake and Other Hits
- 1997 - I'm Your Boogie Man and Other Hits
- 2005 - In A Mellow Mood

### Live
- 1995 - Get Down Live!
- 1998 - Live: Get Down Tonight